# Rödingstjärnen (Älvsby socken, Norrbotten)
Rödingstjärnen är en sjö i Älvsbyns kommun i Norrbotten och ingår i Piteälvens huvudavrinningsområde. Sjön har en area på 0,0563 kvadratkilometer och ligger 185,4 meter över havet. Rödingstjärnen ligger i Piteälven Natura 2000-område.

## Delavrinningsområde
Rödingstjärnen ingår i det delavrinningsområde (731113-172368) som SMHI kallar för Utloppet av Rödingstjärnen. Medelhöjden är 265 meter över havet och ytan är 7,02 kvadratkilometer. Det finns ett avrinningsområde uppströms, och räknas det in blir den ackumulerade arean 9,99 kvadratkilometer. Vattendraget som avvattnar avrinningsområdet har biflödesordning 3, vilket innebär att vattnet flödar genom totalt 3 vattendrag innan det når havet efter 70 kilometer. Avrinningsområdet består mestadels av skog (73 procent) och sankmarker (10 procent). Avrinningsområdet har 0,05 kvadratkilometer vattenytor vilket ger det en sjöprocent på 0,8 procent.